# شاهدخت ریشی (۱۲۵۱–۱۱۹۷ میلادی)
شاهدخت ریشی (به ژاپنی: 利子内親王)؛ 1197 – ۲۵ ژانویهٔ ۱۲۵۱) کوگو، او به عنوان مادر افتخاری (جونبو-ریستوگو) برادرزاده‌اش، امپراتور شیجو در دوره کاماکورا اهل ژاپن بود.